# Вайарн
Вайарн (нім. Weyarn) — громада в Німеччині, знаходиться в землі Баварія. Підпорядковується адміністративному округу Верхня Баварія. Входить до складу району Місбах.
Площа — 46,68 км2. Населення становить 3927 ос. (станом на 31 грудня 2020).